# فرانسوا ژرژ پیکو
 فرانسوا ماری دنیس پیکو متولد 21 دسامبر 1870، متوفا در 20 جون 1951 حقوقدان و دیپلمات فرانسوی است که به خاطره مذاکرات پنهانی با دیپلمات انگلیسی سر مارک سایکس در مورد تقسیم امپراتوری عثمانی مشهور شده است و ماحصل این مذاکرات به نام توافق‌نامه سایکس-پیکو شناخته شده است و در آن کشورهای انگلستان، فرانسه، روسیه و ایتالیا دخیل بودند 

## خانواده
او پسر مورخ ژرژ پیکو و عموی بزرگ والری_ژیسکار_دستن است. وی در 11 مه 1897 در پاریس با ماری فوکت ازدواج کرد. خواهرزاده او ، اولگا ژرژ-پیکو ، در فیلم روز شغال بازی کرده است 

## زندگینامه

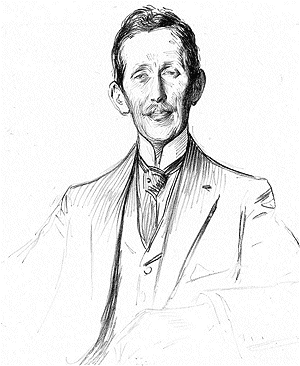
طراحی از ژرژ-پیکوت

شروع کار پیکو با مدرک حقوق در دادگاه تجدید نظر پاریس در سال 1883 بوده است. وی در سال 1895 دیپلمات شد. وی پس از مدتی به عنوان سفیر در کپنهاگ منصوب شد، سپس قبل از این که اندکی قبل از جنگ جهانی اول به سرکنسولی فرانسه در بیروت انتخاب شود به پکن رفت.
با آغاز جنگ، او به قاهره رفت و در آنجا روابط خوبی با مارونی های لبنان برقرار کرد. در بهار سال 1915، وزارت امور خارجه او را به پاریس فراخواند. وی به عنوان عضوی از حزب استعمار فرانسه طرفدار قیمومیت فرانسه بر سوریه و لبنان بود،  که آرزوی سرزمین سوریه یکپارچه از الکساندرون در ترکیه امروزی تا سینا و از موصل تا ساحل مدیترانه را در سر داشت. 
وی بین سالهای 1917 تا 1919 به عنوان کمیسر عالی در فلسطین و سوریه منصوب شد. بعد کمیسر عالی جمهوری در بلغارستان در 1920 و سفیر در آرژانتین . 

## بیشتر خواندن
- وینسنت کلارک ، هنری لورنز ، پاریس: آرماند کالین (2003) صفحات 218-219 شابک   2-200-26614-6